# Ixylasia pyroproctis
Ixylasia pyroproctis är en fjärilsart som beskrevs av Druce 1905. Ixylasia pyroproctis ingår i släktet Ixylasia och familjen björnspinnare. Inga underarter finns listade i Catalogue of Life.